# Imipenem
Imipenem (cu denumirea comercială Tienam) este un antibiotic din clasa carbapenemelor, fiind utilizat în tratamentul unor infecții bacteriene, de obicei împreună cu cilastatinul (cu scopul de a reduce efectul nefrotoxic al antibioticului; vezi și Imipenem/cilastatin). Printre infecțiile care pot fi tratate se numără: pneumonie (inclusiv cea comunitară și nosocomială), infecții complicate de tract urinar și intra-abdominale și infecții complicate cutanate și ale țesuturilor moi. Căile de administrare disponibile sunt intravenoasă și intramusculară.